# داریا کاساتکینا
داریا سرگِیِونا کاساتکینا (زاده ۷ مه ۱۹۹۷) یک بازیکن حرفه‌ای تنیس اهل روسیه است. او در اواخر فصل ۲۰۱۸ برای نخستین بار در بین ده نفر برتر رتبه‌بندی WTA قرار گرفت و در ۲۴ اکتبر ۲۰۲۲ به رتبه هشتم جهان رسید. کاساتکینا تاکنون هشت عنوان انفرادی و یک عنوان دو نفره را در دبلیو تی ای تور کسب کرده است.
او در خانواده‌ای ورزشی به دنیا آمد؛ پدر و مادرش در رشته‌های دوومیدانی و هاکی روی یخ در سطح ملی فعالیت داشتند. کاساتکینا با تشویق برادر بزرگترش در شش‌سالگی به تنیس روی آورد. او در دوران نوجوانی بسیار موفق بود و قهرمانی مسابقات زیر ۱۶ سال اروپا و همچنین یک عنوان قهرمانی گرند اسلم جوانان را در اوپن فرانسه ۲۰۱۴ به دست آورد. کاساتکینا به سرعت در رده‌بندی حرفه‌ای پیشرفت کرد و در حالی که تنها ۱۸ سال داشت، به رتبه ۳۲ جهان رسید و در سال ۲۰۱۷، نخستین عنوان WTA خود را در چارلستون اوپن کسب کرد.
او در سال ۲۰۱۸ با قرار گرفتن در فینال اوپن ایندین ولز ۲۰۱۸ در برابر نائومی اوساکا، به شهرت رسید. این مسابقه به عنوان نمادی از نسل جدید تنیس زنان شناخته شد. او مهم‌ترین عناوین خود را در جام کرملین ۲۰۱۸ و تروفی سن‌پترزبورگ ۲۰۲۱ در روسیه کسب کرد. پس از سه فصل موفق در WTA، کاساتکینا در سال ۲۰۱۹ دچار افت شد و به نیمه پایین جدول ۱۰۰ نفر برتر سقوط کرد. اما در سال ۲۰۲۱ با کسب دو عنوان قهرمانی، به جمع ۳۰ نفر برتر بازگشت و در سال ۲۰۲۲ با دو قهرمانی دیگر، مجدداً در بین ۱۰ نفر برتر قرار گرفت.
در مسابقات تیمی، کاساتکینا نقش کلیدی در قهرمانی تیم روسیه در جام بیلی جین کینگ ۲۰۲۰–۲۱ ایفا کرد و در تمام مسابقات خود پیروز شد. در کنار آناستازیا پاولیوچنکوا، لیودمیلا سامسونوا، ورونیکا کودرمتووا و کاترینا الکساندرووا، او به روسیه کمک کرد تا برای نخستین بار از سال ۲۰۰۸، قهرمان این رقابت‌ها شود.
کاساتکینا به دلیل سبک بازی خلاقانه و تنوع در ضرباتش شناخته می‌شود. در مقایسه با بازیکنانی که به قدرت فیزیکی و ضربات سنگین متکی هستند، او از سرعت و هوش تاکتیکی خود برای غلبه بر حریفان استفاده می‌کند.

## زندگی
داریا در تولیاتی، استان سامارا از پدر و مادری به نام تاتیانا بوریسوونا (تیمکوفسکایا) و سرگئی ایگورویچ کاساتکین به دنیا آمد. تولیاتی یک شهر صنعتی در جنوب شرقی مسکو است که حدود ۱٬۰۰۰ کیلومتر (۶۲۰ مایل) با پایتخت فاصله دارد. پدر او به عنوان مهندس در آوتوواز کار می‌کند و مادرش وکیل بود.
هر دو والدین او در سطح ملی در ورزش روسیه (بر اساس نامزدهای استادی در ورزش) رتبه‌بندی شده بودند؛ مادرش در دوومیدانی و پدرش در هاکی روی یخ. کاساتکینا یک برادر بزرگتر به نام الکساندر دارد که تنیس را به‌طور تفریحی بازی می‌کرد و والدینشان را متقاعد کرد که داریا را نیز از سن شش‌سالگی به این ورزش وارد کنند. او در ابتدا دو تا سه بار در هفته بازی می‌کرد و پس از دو سال، در مسابقات سطح بالاتر شرکت کرد.

## حرفه

### سال‌های جوانی
در دوران جوانی، کاساتکینا به رتبه‌ای تا حد No. ۳ در جهان دست یافت. او اندکی پس از ۱۴ سالگی در تورنمنت‌های جوانان ITF شرکت کرد و در دومین رویداد حرفه‌ای خود، جام سامارا در سطح پایین‌تر درجه ۴، اولین عنوان خود را کسب کرد. در اوایل سال ۲۰۱۲، زمانی که هنوز ۱۴ ساله بود، کاساتکینا دو تورنمنت سطح بالاتر درجه ۲ را در مولداوی و فرانسه فتح کرد که اولین رویداد درجه ۲ او نیز محسوب می‌شد. در پایان همان سال، او در کنار الیزاوتا کولیچکووا و آلینا سیلیچ به روسیه کمک کرد تا به فینال Junior Fed Cup برسد، جایی که آن‌ها در برابر تیم ایالات متحده نایب‌قهرمان شدند.
کاساتکینا در سال ۲۰۱۳ در سطح بالای تورنمنت‌های جوانان درخشید. او در ژانویه برای اولین بار به فینال سطح ۱ در مسابقات دونفره رسید و در ماه آوریل نیز اولین فینال خود را در بخش انفرادی تجربه کرد. پس از شکست در دو رویداد سطح A سال قبل، او در ماه مه در جایزه Bonfiglio نایب‌قهرمان شد و در فینال مغلوب بلیندا بنچیچ گردید.
در ماه ژوئن، او اولین پیروزی‌های خود را در مسابقات گرند اسلم جوانان به دست آورد و به مرحله یک‌چهارم نهایی اوپن فرانسه راه یافت.
پس از این مسابقات، او تا اواخر اوت در هیچ رقابتی شرکت نکرد و سپس اولین عنوان سطح ۱ خود را در مسابقات قهرمانی زمین سخت بین‌المللی در ایالات متحده به دست آورد.
کاساتکینا سال ۲۰۱۴ را به عنوان بهترین سال دوران جوانی خود پشت سر گذاشت، علی‌رغم اینکه تنها در پنج تورنمنت شرکت کرد. او در اوپن فرانسه ۲۰۱۴ تنها گرند اسلم جوانان خود را در بخش انفرادی به دست آورد. به عنوان بخت هشتم قهرمانی، او در فینال برابر ایوانا یوروویچ، بخت نخست، پس از باخت در ست اول، پیروز شد. او اولین دختر روسی بود که پس از نادیا پترووا در ۱۹۹۸ موفق به کسب این عنوان شد و به روسیه کمک کرد تا در هر دو بخش انفرادی جوانان قهرمان شود. هم‌وطنش آندری روبلف نیز قهرمان بخش پسران شد.
در اوت ۲۰۱۴، کاساتکینا در المپیک تابستانی جوانان ۲۰۱۴ در نانجینگ شرکت کرد. او در بخش دونفره، همراه با هم‌وطنش آناستازیا کوماردینا، موفق به کسب مدال نقره شد. آن‌ها در فینال مغلوب تیم متشکل از انهلینا کالینینا از اوکراین و ایرینا شیمانوویچ از بلاروس شدند.

## یادداشت
1. ↑  همچنین به صورت داریا کاساتکینا آوانویسی شده است؛ روسی: Дарья Сергеевна Касаткина؛ IPA: [ˈdarʲjə kɐˈsatkʲɪnə] (شنیدنⓘ)